# معركة شقحب
معركة شَقحَب أو معركة مرج الصُفر، معركة بدأت في 2 رمضان سنة 702هـ / 20 إبريل 1303م، واستمرت ثلاثة أيام بسهل شقحب بالقرب من دمشق في الشام. كانت المعركة بين المماليك بقيادة الناصر محمد بن قلاوون سلطان مصر والشام والمغول بقيادة قتلغ شاه نويان (قطلوشاه) نائب وقائد محمود غازان إلخان مغول فارس (الإلخانات). انتهت المعركة بانتصار ساحق المماليك، أنهى طموحات محمود غازان في السيطرة على الشام والتوسع في العالم الإسلامي.

## زحف المغول على الشام
في رجب عام 702هـ / 1303م قدم البريد إلى القاهرة من حلب بأن غازان على وشك التحرك إلى الشام، فتقرر إرسال الأمير بيبرس الجاشنكير، مع عدة من الأمراء على رأس ثلاثة آلاف من الجنود ووصل بيبرس الجاشنكير إلى دمشق في شعبان. وأقبل الناس من حلب وحماة إلى دمشق مذعورين من المغول، وتأهب أهل دمشق للفرار. فنودى في دمشق أن من خرج منها حل ماله ودمه. وأرسل بيبرس إلى القاهرة مستعجل قدوم الناصر محمد إلى الشام. وأرسل غازان قائده ونائبه قطلوشاه إلى الشام على رأس جيش قوامه 80 ألف مقاتل. ولما عرف قطلوشاه أن الناصر لم يخرج من مصر بعد، وأن ليس بالشام غير العسكر الشامي، توجه تواٌ إلى حماة فلما أبصره عسكر حماة ولوا إلى دمشق حاملين معهم العادل كتبغا في محفة لضعفه. واضطربت دمشق وراح أهلها يرحلون عنها. وبات الناس أول ليلة رمضان في الجامع يضجون بالدعاء إلى الله.

## المعركة

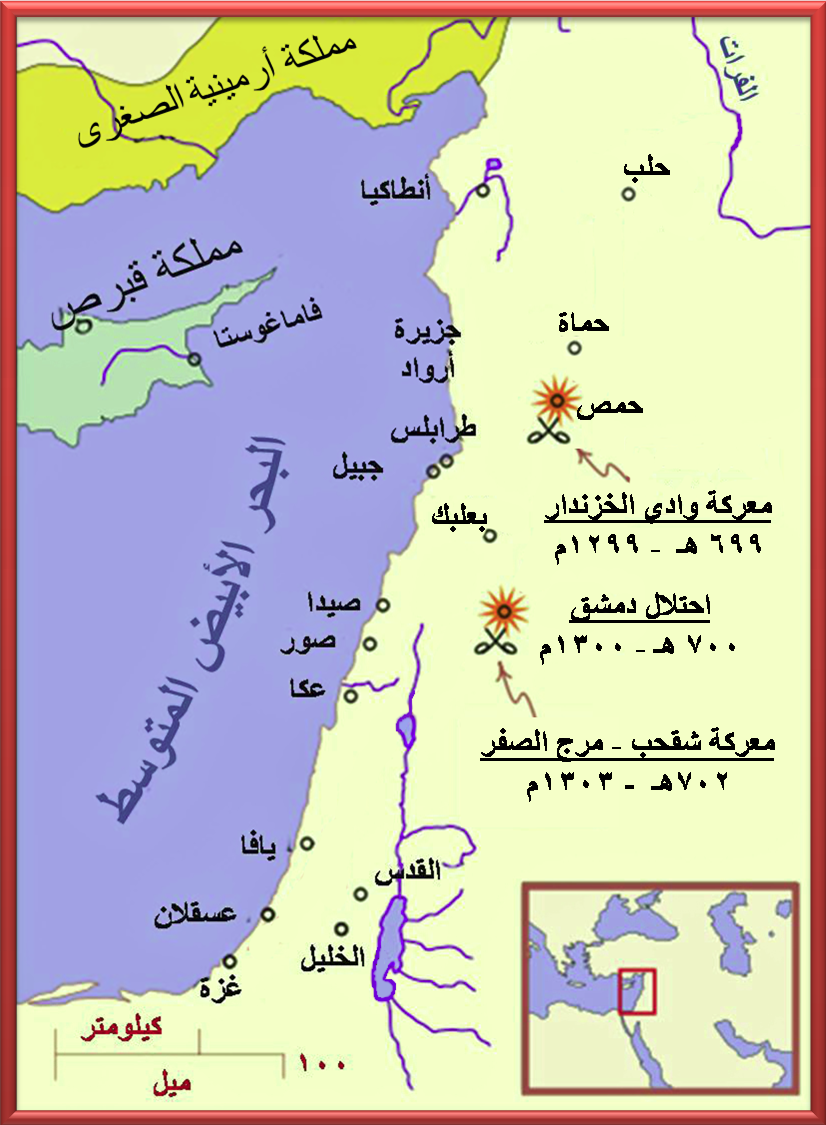
الأماكن التي صارت بها الحروب مع المغول ويرى هنا معركة مرج الصفر (شقحب)

في يوم السبت الموافق 2 رمضان 702هـ/ 20 إبريل 1303م وصل الناصر محمد إلى عقبة شجورا، ففرح الناس وتوجه إليه الأمراء. وبينما الأمراء يستقبلونه وصل خبر بأن جيش قطلوشاه قد أقدم. فلبس الجنود السلاح، واتّفق الأمراء على محاربته بشقحب تحت جبل غباغب.
وقف السلطان الناصر في قلب الجيش، الذي كان يضم نحو 200 ألف مقاتل ، وبجانبه الخليفة والأمراء سلار وبيبرس الجاشنكير وعز الدين أيبك الخازندار وغيرهم من الأمراء. وفي الميمنة وقف الحسام لاجين أستادار (حسام الدين لاجين الرومي). وعدة من الأمراء وعلى يمينهم الأمير قبجق بعساكر حماة والعربان. وفي الميسرة وقف عساكر حلب وعلى رأسهم الأمير بكتاش الفخري والأمير قرا سنقر. مشى السلطان والخليفة بجانبه، ومعهما القراء يتلون القرأن ويحثون على الجهاد. وهتف الخليفة: «يا مجاهدون لا تنظروا لسلطانكم، قاتلوا عن حريمكم وعلى دين نبيكم عليه الصلاة والسلام».

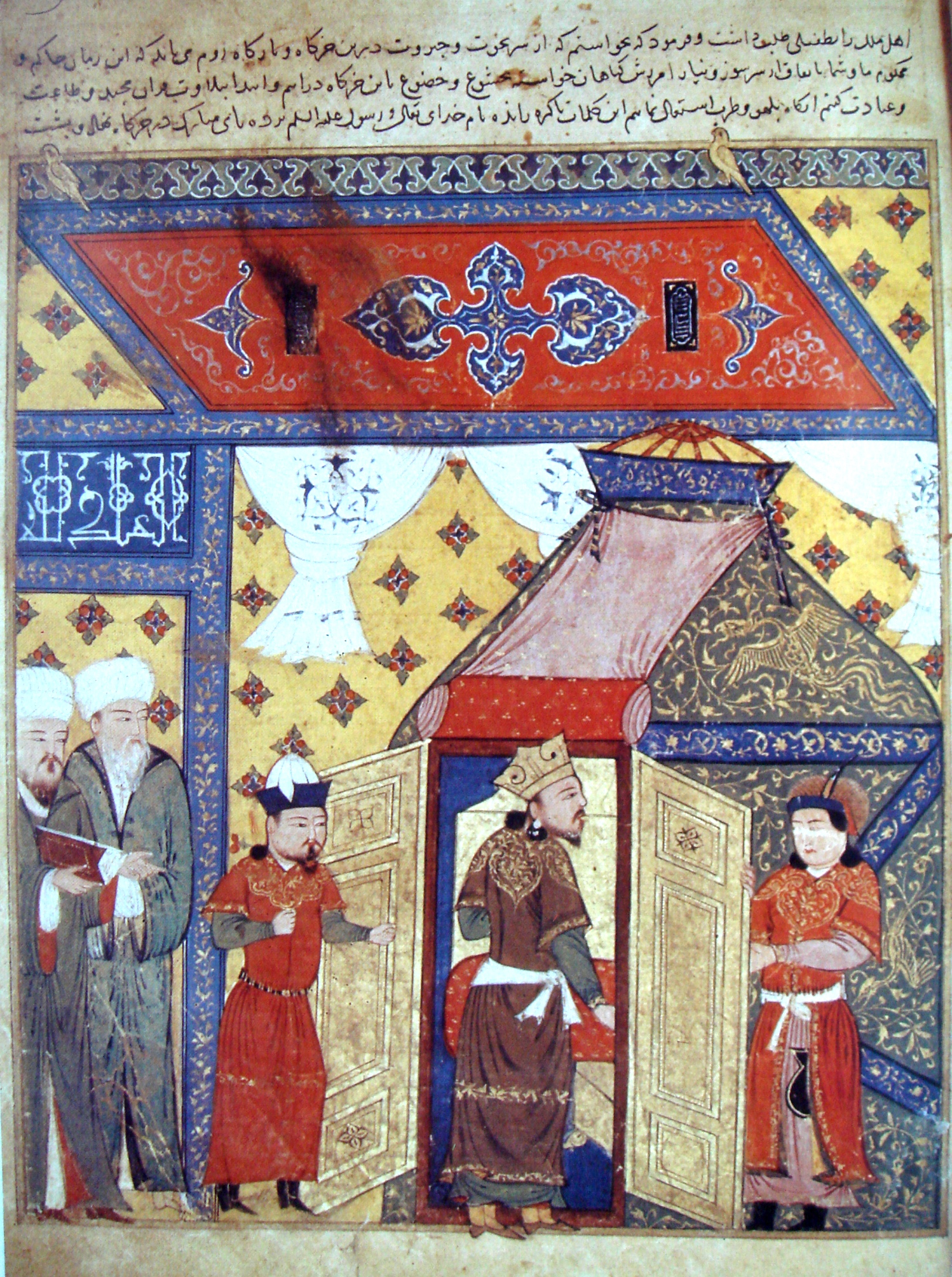
غازان يعتنق الإسلام

انطلق قطلوشاه نحو جيش المسلمين بفرقة تضم 10 آلاف مقاتل، واصطدم بالميمنة وجرى قتال شديد، قتل فيه الحسام لاجين أستادار. وكادت الميمنة أن تولى فصاح سلار: «هلك والله أهل الإسلام». فقام أمراء القلب والميسرة بتعزيز الميمنة وصرخ سلار في بيبرس الجاشنكير والبرجية فأتوه وصدم بهم قطلوشاه، وقاتل هو وبيبرس الجاشنكير قتالاً شديداً إلى أن تمكن من دفع قطلوشاه.
ولما قتل أمراء الميمنة تمكن بعض المغول من اجتياز خطها وصاروا خلف المسلمين فحسب البعض أن الجيش منهزم ففرت النساء والأطفال، وكانوا قد خرجوا من دمشق عند خروج الأمراء منها. كشف النساء عن وجوههن وأسبلن شعورهن، وضج الناس بالدعاء، وكادت العقول أن تطيش عند مشاهدة الهزيمة. إلى أن توقف القتال ومال قطلوشاه بمن معه إلى جبل قريب وصعد عليه وفي ظنه أنه انتصر وأن قواته تطارد المسلمين الفارين. ولكنه لما نظر من فوق الجبل رأى ميسرة السلطان الناصر ثابتة وأعلامها تخفق فتحيّر، وأحضر إليه عدة من أسرى المسلمين فسأل أحدهم وهو الأمير عز الدين أيدمر عن نفسه فرد عليه ايدمر قائلاً: «من أمراء مصر» فبهت قطلوشاه لأنه لم يكن يدرى بقدوم السلطان الناصر بجند مصر.
باتت الجنود على ظهور خيولها والطبول تضرب. وراح بيبرس الجاشنكير وسلار وقبجق وكبار الأمراء يدورون طوال الليل على الأمراء والأجناد يرصونهم وينظمونهم ويؤكدون عليهم بضرورة اليقظة والتأهب. ونزل قطلوشاه بمشاته وفرسانه فبرزت له المماليك السلطانية التي استقتلت في القتال وراحت ترمي الجنود المغول بالسهام وتقاتلهم، إلى أن انسحب قطلوشاه إلى الجبل عند منتصف النهار. وعلم المسلمون من بعض أسرى المغول أن قوات قطلوشاه تعانى من العطش، فلما نزل المغول في فجر اليوم الثالث من المعركة وساروا نحو النهر لم يتعرض لهم المسلمون، حتى وصلوا إلى النهر فقام المسلمون بحصدهم حصداً، وطاردوا الفارين منهم، وقامت العامة بمساعدتهم في المطاردة، ولم يعبر الفرات مع قطلوشاه من جنوده إلا عدد قليل. وأرسل المسلمون بالأمير بدر الدين بكتوت إلى مصر ببشارة النصر. وسار الناصر إلى دمشق التي تزينت ومعه الخليفة، فخرج أهلها يضجون بالدعاء والهناء. وبكى الناس من شدة الفرحة، ونزل الناصر بالقصر الأبلق وصلى العيد بدمشق ثم غادرها عائداً إلى مصر في الثالث من شوال ودخل القاهرة عاصمة ملكه التي تزينت له من باب النصر في الثالث والعشرين من نفس الشهر، ومعه الأسرى ورؤوس المغول، ثم زار قبر أبيه الملك المنصور، وصعد إلى قلعة الجبل على الشقق الحرير، وأنعم على الأمراء، وأمر بإحضار سائر مغاني العرب من كل أنحاء مصر، وأقيمت احتفالات كبرى في البلاد.
أما قطلوشاه فقد وصلت أنباء هزيمته إلى همدان فوقعت الصرخة عند المغول. وأغتم غازان غماً عظيماً حتى مرض وسال الدم من أنفه، وأمر بقتل قطلوشاه ثم عفا عنه وبصق في وجهه مع سائر الحضور. ولم يعمّر غازان طويلاً بعد تلك الهزيمة الماحقة حيث مات مكموداً في 11 مايو 1304 بعد أن حكم مغول الإلخانات ثماني سنين وعشرة أشهر.

## اقرأ أيضا
- الناصر محمد بن قلاوون
- معركة وادي الخزندار
- غزوات المغول للشام
- غزوات المغول على فلسطين

## فهرس وملحوظات
1. 1 2 3  ابن إياس 1/ 413
2. ↑  المقريزى، السلوك 2/ 355
3. ↑  المقريزى، السلوك 2/ 365-355
4. ↑  جبل غباغب: قرية في أوّل عمل حوران من نواحي دمشق. -(المقريزي، السلوك، هامش،356)
5. ↑  الحسام لاجين أستادار: هو حسام الدين لاجين الرومي أستادار السلطان قلاوون (المقريزي، السلوك، 362/2) وليس حسام الدين لاجين الذى تسلطن وتوفي في سنة 1299.
6. ↑  المقريزى، السلوك 2/ 365
7. ↑  المقريزي، السلوك 2/ 357
8. ↑  المقريزى، السلوك 2/ 375
9. ↑  المقريزى، السلوك 2/ 358
10. ↑  ابن إياس 1/ 414
11. 1 2  المقريزى، السلوك 2/ 359-360
12. ↑  ابن إياس 2/ 414-415
13. ↑  شفيق مهدي، 104